# Coleophora varii
Coleophora varii é uma espécie de mariposa do gênero Coleophora pertencente à família Coleophoridae.